# Petrovo Selo
 Ovo je glavno značenje pojma Petrovo Selo. Za druga značenja pogledajte Petrovo Selo (razdvojba).
Petrovo Selo je dubrovačko prigradsko naselje u Dubrovačko-neretvanskoj županiji.

## Zemljopisni položaj
Nalazi se u dubrovačkom zaleđu, uz staru makadamsku cestu koja od Mokošice vodi prema Pobrežju. Od Dubrovnika je udaljen oko 5 km sjeverozapadno.

## Povijest
U selu je 1818. rođen dubrovački književnik, diplomat i političar Matija Ban. Tijekom Domovinskog rata Petrovo Selo je doživjelo sličnu sudbinu kao i sva okupirana sela i prigradska naselja u okolici Dubrovnika.
Nakon okupacije neprijateljska vojska je popalila i opljačkala sve objekte u selu.

## Gospodarstvo
Petrovo Selo je potpuno gospodarski nerazvijeno prigradsko naselje. Stanovništvo se u manjoj mjeri bavi poljodjelstvom i stočarstvom a većina stanovništa radi u Dubrovniku.

## Stanovništvo
Prema popisu stanovnika iz 2011. godine u Petrovu Selu obituje tek 23 stanovnika hrvatske nacionalnosti i katoličke vjeroispovjesti.
| broj stanovnika | 194   | 180   | 148   | 135   | 129   | 125   | 158   | 167   | 110   | 94    | 99    | 83    |       |       | 20    | 23    | 24    |
|                 | 1857. | 1869. | 1880. | 1890. | 1900. | 1910. | 1921. | 1931. | 1948. | 1953. | 1961. | 1971. | 1981. | 1991. | 2001. | 2011. | 2021. |

## Promet
Petrovo Selo je slabo prometno povezano a promet se odvija starom makadamskom cestom i dijelom asfaltnom cestom preko Pobrežja.